# Omar Valencia
Pour les articles homonymes, voir Valencia.
Omar Valencia, né le 8 juin 2004 à Panama au Panama, est un footballeur international panaméen, qui joue au poste d'arrière gauche au New York Red Bulls II.

## Biographie

### Carrière en club
Né à Panama au Panama, Omar Valencia est formé par le CD Plaza Amador. Il joue son premier match en professionnel avec ce club le 6 février 2022, lors d'une rencontre de championnat face au Club Deportivo del Este. Il entre en jeu et son équipe s'impose par quatre buts à trois.
Le 11 août 2022, Omar Valencia rejoint les Red Bulls de New York sous la forme d'un prêt.
Valencia voit son prêt être prolongé le 8 février 2023, celui-ci s'étend sur toute l'année 2023.
En mars 2024 il rejoint pour la première fois l'équipe première des Red Bulls de New York.
Valencia joue son premier match avec l'équipe première le 9 juin 2024, face au Revolution de la Nouvelle-Angleterre, lors d'une rencontre de MLS. Il entre en jeu à la place de Daniel Edelman et son équipe est battue par un but à zéro.

### En sélection
Omar Valencia représente l'équipe du Panama des moins de 20 ans, avec laquelle il participe au championnat de la CONCACAF des moins de 20 ans en 2022. Il joue cinq matchs dans cette compétition dont quatre comme titulaire. Son équipe se hisse jusqu'en quarts de finale, battu par le Honduras (1-2 score final)
Omar Valencia est convoqué pour la première fois avec l'équipe nationale du Panama par le sélectionneur Ángel Sánchez en juin 2022. Il honore sa première sélection lors de ce rassemblement, le 11 juin 2022 contre l'Uruguay. Il entre en jeu et son équipe est battue par cinq buts à zéro. Il est rappelé par le sélectionneur Thomas Christiansen en mars 2023, et honore sa deuxième sélection lors de ce rassemblement contre le Guatemala en étant cette fois-ci titularisé (1-1 score final).
En juin 2024, Valencia figure dans la liste des joueurs panaméens retenus par Thomas Christiansen pour participer à la Copa América 2024. Il est alors le plus jeune joueur de cette sélection.